# Andreas Andersson (cầu thủ bóng đá, sinh 1991)
Andreas Andersson (sinh ngày 27 tháng 2 năm 1991) là một cầu thủ bóng đá người Thụy Điển thi đấu cho Östersunds FK.